# Tour do Rio
Il Tour do Rio (it. Giro di Rio) era una corsa a tappe maschile di ciclismo su strada svoltasi nello stato di Rio de Janeiro, in Brasile, dal 2000 al 2015. Dal 2007 al 2015 fu inserita nel calendario del circuito UCI America Tour come prova di classe 2.2 (2.1 eccezionalmente nel 2014).

## Albo d'oro
Aggiornato all'edizione 2015.
| Anno    | Vincitore            | Secondo              | Terzo             |
| ------- | -------------------- | -------------------- | ----------------- |
| 2000    | André Grizante       | Murilo Fischer       | Emile Abraham     |
| 2001    | annullato            | annullato            | annullato         |
| 2002    | Daniel Rogelin       | Murilo Fischer       | André Grizante    |
| 2003    | Hérbert Gutiérrez    | Jorge Martínez       | Richard Rodriguez |
| 2004    | Marcio May           | Luis Amorin          | Breno Sidoti      |
| 2005-06 | annullato            | annullato            | annullato         |
| 2007    | Matías Médici        | Pedro Nicacio        | Magno Nazaret     |
| 2008    | annullato            |                      |                   |
| 2009    | Breno Sidoti         | Renato Ruiz          | Luis Mansilla     |
| 2010    | Tomas Alberio        | Christopher Jones    | Mauricio Morandi  |
| 2011    | Juan Suárez          | Jaime Castañeda      | Eduard Beltrán    |
| 2012    | Kleber Ramos         | Alex Diniz           | Byron Guamá       |
| 2013    | Óscar Sevilla        | Gustavo César Veloso | Edward Ortiz      |
| 2014    | Óscar Sevilla        | Gustavo César Veloso | Kleber Ramos      |
| 2015    | Gustavo César Veloso | Kleber Ramos         | Alex Diniz        |